# Еленево
Еленево (пол. Jeleniewo) — деревня в Сувалкском повете Подляского воеводства Польши. Административный центр гмины Еленево. Находится примерно в 11 км к северу от центра города Сувалки. По данным переписи 2011 года, в деревне проживал 641 человек.

## История
Еленево было основано в конце XVIII века, благодаря реформам Антония Тизенгауза в Гродненском повете Трокского воеводства. В 1780—1800 годах имело статус города.
В результате Третьего раздела Речи Посполитой Еленово вошло в состав Пруссии, а затем Герцогства Варшавского (1807) и Царства Польского (1812).
В 1786 году в Еленово проживало 26 семей, в 1800 году проживал 671 житель и было 64 дома, а в 1880 году — 659 жителей и 84 дома.
В 1975—1998 годах деревня относилась к Сувалкскому воеводству.

## Достопримечательности
- Деревянный костёл Святейшего Сердца Иисуса;
- деревянная колокольня;
- католическое кладбище;
- еврейское кладбище.